# Tapinoma emeryi
Tapinoma emeryi is een mierensoort uit de onderfamilie van de Dolichoderinae. De wetenschappelijke naam van de soort is voor het eerst geldig gepubliceerd in 1905 door Ashmead.